# Jovenel Moïse

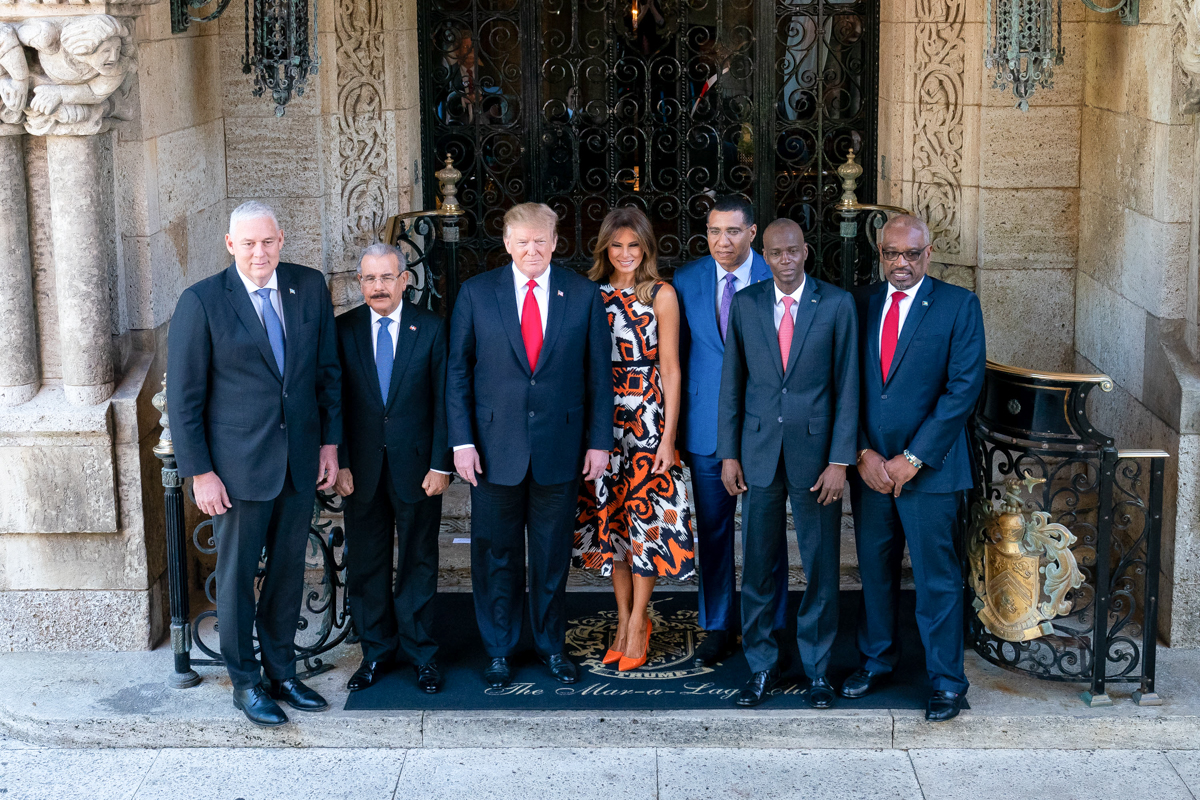
President Donald Trump och First Lady Melania Trump välkomnar de
karibiska ledarna 22 mars 2019 till Mar-a-Lago i Palm Beach. Från vänster, premiärminister Allen Chastanet, Saint Lucia; President Danilo Medina Sanchez, Dominikanska republiken; Premiärminister Andrew Holness, Jamaica; President Jovenel Moise, Haiti och premiärminister Hubert Minnis, Bahamas.

Jovenel Moïse, född 26 juni 1968 i Trou-du-Nord i departementet Nord-Est, död 7 juli 2021 i Port-au-Prince, var en haitisk politiker och landets president från februari 2017 (då han efterträdde Michel Martelly) fram till sin död. Moïse sköts till döds i sitt hem.

## Politisk karriär
År 2015 utsåg president Michel Martelly Jovenel Moïse till presidentkandidat för det politiska parti som Martelly grundat, Parti Haïtien Tèt Kale (PHTK). I sin kampanj främjade Moïse det bioekologiska jordbruket som en ekonomisk motor för Haiti, vars befolkning är över 50 procent jordbrukare. Han uttryckte också stöd för Martellys politik, utbildning, hälsovård, energireformer, rättsstat, skapande av hållbara arbetstillfällen, miljöskydd och utveckling av Haiti som ett mål för ekoturism och agriturism.
Moïse fick 32,8 procent av rösterna i den första omgången av valet 2015. En undersökning genomförd av Haiti Sentinel visade dock att Moïse endast fick 6 procent av rösterna, och många observatörer kallade resultaten bedrägliga. Tusentals människor gick ut på gatorna i våldsamma protester. Den 27 november 2016 sa valtjänstemän att Moïse hade vunnit 2016 års val i den första omgången baserat på preliminära resultat, med en beräknad röstdeltagande på 21 procent. I valet i november 2016 kom Jovenel Moïse på första plats med 55,67 procent av rösterna. På andra, tredje och fjärde plats kom Jude Celestin från Ligue Alternative pour le Progrès et L'Émancipation Haïtienne (LAPEH) med 19,52 procent, Jean-Charles Moïse från Platfòm Pitit Desalin (PPD) med 11,04 procent och Maryse Narcisse från Fanmi Lavalas (FL) med 8,99 procent. Jovenel Moïse svor den 7 februari 2017 presidenteden för en femårsperiod.

## Affärskarriär
Med ett litet investeringskapital startade Moïse sin första verksamhet i Port-de-Paix, JOMAR Auto Parts, som fortfarande 2021 är i drift. Samma år började han utveckla ett jordbruksprojekt med ekologisk bananproduktion på en plantage på mer än 25 tunnland i Nord-Ouest-området. 2001 samarbetade Moïse med det amerikanska vattenreningsföretaget Culligan för att starta en dricksvattenanläggning för Nord-Ouest- och Nord-Est-områdena. År 2012 grundade han Agritrans, och ett jordbruksprojekt Nourribio i Trou-du-Nord och hjälpte till att skapa Haitis första frihandelszon för jordbruk, en 2 500 hektar stor bananplantage i Nord-Est. Detta projekt skulle exportera bananer till Tyskland, för första gången sedan 1954, dock skickades totalt bara två containrar. Detta gav honom smeknamnet Nèg Bannann (Bananmannen). Agritrans avsåg att skapa cirka 3 000 arbetstillfällen, det skapade till 2015 dock bara 600 jobb.

## Privatliv
Jovenel Moïse föddes i Trou-du-Nord i nordöstra Haiti. Han växte upp i ett enkelt hem med sin mor Lucia Bruno, en sömmerska och butiksinnehavare, och fadern Étienne Moïse, mekaniker och lantbrukare. Han gick ut grundskolan i sin hemstad. 1974 bosatte sig familjen i Port-au-Prince och där fortsatte han studier vid Lycée Toussaint Louverture.
År 1996 gifte han sig med sin klasskamrat, Martine Joseph. Samma år lämnade de huvudstaden och bosatte sig i Port-de-Paix. Paret fick två söner och en dotter.

## Politiskt misslyckande
I början av 2019 försämrades levnadsförhållandena radikalt på grund av devalvering av den nationella valutan och en galopperande inflation. Ekonomin är i lågkonjunktur med ett minskat BNP på 1,2% för 2019.
Jovenel Moïse möttes i februari 2019 av stora och våldsamma demonstrationer som syftade till att ta bort honom från makten. Förutom minskad popularitet på grund av oförmåga att hålla sina vallöften, publicerades en rapport från Haitis revisionsrätt som noterat förskingring av medel från olika utvecklingsbistånd av tidigare ministrar och tjänstemän. Jovenel Moïses företag nämns som "kärnan i ett förskingringssystem". 
I november 2019 höjde han regeringens minimilön med 20%. Den 13 januari 2020 upphör mandatperioden för deputeradekammaren, två tredjedelar av senaten, vilket gör att parlamentet inte fungerar.
Human Rights Defense Network (RNDDH), varnade 2019 för den sociala situationen: "Ingenting fungerar längre: ingen regering, inga offentliga tjänster, inget vatten, ingen bensin, inget mat för barnhem, ingen medicin, två miljoner barn har inte gått i skolan sedan skolårets början". Vid tidpunkten för mordet styrde Jovenel Moïse Haiti under dekret.

## Mordet
Den 7 juli 2021 klockan 01:00 lokal tid tog sig en grupp beväpnade gärningsmän in i Jovenel Moïses privatbostad och sköt honom till döds. Även Moïses fru skadades svårt i attacken. Parets dotter som befann sig i bostaden vid attacken gömde sig i sin brors rum och klarade sig oskadd.
Strax före klockan 18 lokal tid samma dag greps två män misstänkta för mordet. I samband med gripandet sköt polisen ihjäl fyra andra misstänkta. Totalt är 28 personer misstänkta av polisen för inblandning i mordet, varav 26 är colombianer. Två av de misstänka gärningsmännen som har gripits är amerikaner med dubbelt medborgarskap i Haiti.